# Percival Christopher Wren
Percival Christopher Wren (Deptford, Londres, 1885 - Amberley, 22 de noviembre de 1941), más conocido por sus iniciales P. C. Wren, fue un militar y escritor británico, autor de novelas de aventuras. Su obra más conocida es Beau Geste, de la que se han hecho varias adaptaciones cinematográficas.
P. C. Wren era descendiente colateral del arquitecto británico del siglo XVII sir Christopher Wren. Tras graduarse en la Universidad de Oxford, viajó por todo el mundo antes de alistarse en el ejército. Después se unió a la Legión Extranjera Francesa y trabajó en la India para el gobierno británico de Bombay durante diez años. Al estallar la I Guerra Mundial, volvió al servicio activo como miembro del ejército colonial de la India, y combatió en África oriental. Posteriormente se estableció en Londres, y contrajo matrimonio en 1917. Vivió en Londres dedicado a su carrera literaria. 
Entre sus influencias literarias pueden citarse autores como Frederick Marryat, Robert Michael Ballantyne, G. A. Henty y H. Rider Haggard. Sus obras más conocidas están relacionadas con la Legión Extranjera francesa, alcanzando enorme fama con la trilogía iniciada con "Beau Geste", y continuada con "Beau Sabreur" y "Beau Ideal: Una fabulosa historia sobre el compañerismo, la amistad y la solidaridad, donde la vida de la Legión Extranjera en el marco trágico del desierto africano encuentra en la mayoría de sus capítulos un acento muy humano y unos escenarios muy vivos; sus tres protagonistas principales, los hermanos Geste, Michael (Beau), Digby y John, son la representación de la irracionalidad humana, del impulso y la curiosidad que cimientan todo afán aventurero; hacen de la Aventura un sentimiento antes que una condición, un estado de ánimo que puede aflorar en las más adversas circunstancias. También es frecuente en sus obras el tema del boxeo. 

## Obras principales
- 1914 - La serpiente y la espada (Snake and Sword)
- 1916 - El salario de la virtud (The Wages of Virtue)
- 1917 - Los hijastros de Francia (Stepsons of France)
- 1924 - Beau Geste
- 1926 - Beau Sabreur
- 1928 - Beau Ideal
- 1929 - Soldados de infortunio (Soldiers of Misfortune: The Story of Otto Belleme)
- 1931 - Sowing Glory: The Memoirs of "Mary Ambree", The English Woman-Legionary